# Maria Concepció Collado i Villa
Maria Concepció Collado i Villa   (Barcelona, 1965), més coneguda com a Conxita Collado, és una administrativa catalana, que fou alcaldessa de Santa Maria de Martorelles entre juny de 2007 i juliol de 2009.
Viu a Santa Maria de Martorelles des del 1986, a 21 anys. El 2007, quan era administrativa a l'ajuntament de la Garriga, es va presentar en qualitat d'independent com a cap de llista per CiU a les eleccions municipals de Santa Maria de Martorelles, i el 16 de juny va obtenir l'alcaldia. Vuit anys abans ja s'havia presentat com a independent, aquell cop en la llista del PSC.
Renuncià com a alcaldessa el juliol del 2009, adduint motius personals. Va ser substituïda per la regidora de Cultura, Montserrat Cobo.